# Hà Văn Thắm
Hà Văn Thắm (sinh năm 1972) là doanh nhân người Việt Nam, Chủ tịch Tập đoàn Đại Dương, Chủ tịch HĐQT Ngân hàng TMCP Đại Dương cho tới ngày 24 tháng 10 năm 2014. Năm 2012, ông đứng thứ tám trong số những người giàu nhất thị trường chứng khoán Việt Nam với lượng cổ phiếu trị giá 1800 tỷ đồng. Năm 2014, với tổng tài sản ước lượng trên 1 tỷ USD, ông Thắm được cho là người giàu có thứ hai sau ông Phạm Nhật Vượng, Chủ tịch Tập đoàn Vingroup.
Tháng 10 năm 2014 ông Thắm bị bắt và ra tòa ngày 27 tháng 2 năm 2017 với các tội danh: Vi phạm quy định về cho vay trong hoạt động của các tổ chức tín dụng; Lợi dụng chức vụ quyền hạn khi thi hành công vụ; Cố ý làm trái quy định của Nhà nước xảy ra tại Ngân hàng thương mại cổ phần Đại Dương (Oceanbank).

## Tiểu sử
Hà Văn Thắm sinh ngày 11 tháng 12 năm 1972 tại xã An Hà, huyện Lạng Giang, Bắc Giang, Việt Nam; hiện ông thường trú tại Phường Quảng An, Quận Tây Hồ, Hà Nội.
Ông là cử nhân Đại học Thương mại, Thạc sĩ trường Đại học Columbia Commonwealth (USA) và Tiến sĩ Quản trị Kinh doanh tại trường Đại học Công nghệ Paramount, Mỹ.
Ông bắt đầu khởi nghiệp từ rất sớm, từ năm 1993 - 1997 ông là Giám đốc Doanh nghiệp tư nhân Bình Minh. Tiếp đó, từ năm 1997 - 2001 ông giữ vai trò Tổng giám đốc Công ty TNHH VNT. Sau đó, từ 2001 - 2003 ông là Giám đốc Công ty Liên doanh. Từ năm 2003 đến năm 2004 ông Hà Văn Thắm là Phó Chủ tịch HĐQT Ngân hàng TMCP Nông thôn Hải hưng. Từ năm 2004 đến năm 2007 ông giữ cương vị là Chủ tịch HĐQT Ngân hàng TMCP Nông thôn Hải hưng. Kể từ năm 2007 đến nay ông Hà Văn Thắm đã khẳng định vị thế của mình khi trở thành một doanh nhân tài ba với vai trò là Chủ tịch HĐQT Công ty CP Tập đoàn Đại Dương.
Hiện tại, Hà Văn Thắm đang sở hữu khối tài sản lớn bao gồm: Cổ phần Tập đoàn Đại Dương (OGC), Tài sản của doanh nghiệp tư nhân Hà Bảo... Cho đến năm 2012, ông là người giàu thứ tám trên thị trường chứng khoán Việt Nam với lượng cổ phiếu OGC trị giá hơn 1.800 tỷ đồng.
Cho tới tháng 1 năm 2014, ông giữ vai trò là Chủ tịch Công ty cổ phần Tập đoàn Đại Dương (Ocean Group), đồng thời là Chủ tịch Ngân hàng TMCP Đại Dương (Ocean Bank), Chủ tịch CTCP Khách sạn và dịch vụ Đại Dương (OCH), Chủ tịch CTCP Chứng khoán Đại Dương (OCS)

## Giải thưởng
Ông Thắm từng đạt danh hiệu “Doanh nhân Việt Nam tiêu biểu” và “Cúp Thánh Gióng” năm 2009, nhận bằng khen và cúp “Vì sự nghiệp Văn hóa Doanh nhân Việt Nam” năm 2008 do Trung tâm Văn hóa Doanh nhân Việt Nam trao tặng, là một trong 10 doanh nhân trẻ được vinh danh “Giải thưởng Sao Đỏ 2011”.

## Gia đình
Ông Hà Văn Thắm là em trai ông Hà Trọng Nam (Chủ tịch Kem Tràng Tiền) và vợ ông là bà Hồ Thị Quỳnh Nga (sinh năm 1977), cả hai cùng có một người con gái tên Hà Bảo Linh, hai người con trai tên Hà Bảo Minh và Hà Bảo Long.

## Bị Ngân hàng Nhà nước miễn nhiệm, bị bắt tạm giam để điều tra
Chiều 24 tháng 10 năm 2014, Ngân hàng Nhà nước thông báo, là đã phát hiện một số vi phạm pháp luật nghiêm trọng của cá nhân ông Hà Văn Thắm, nên đã đình chỉ quyền, nghĩa vụ của Chủ tịch, thành viên HĐQT ngân hàng này với ông Thắm.
Thông cáo của Ngân hàng Nhà nước Việt Nam cho biết: Trong quá trình triển khai Đề án cơ cấu lại các tổ chức tín dụng đã được Bộ Chính trị, Chính phủ phê duyệt, Ngân hàng Nhà nước Việt Nam tiến hành thanh tra pháp nhân, thanh tra chất lượng tín dụng đối với các tổ chức tín dụng. Qua thanh tra, Ngân hàng Nhà nước Việt Nam đã phát hiện một số vi phạm pháp luật nghiêm trọng của cá nhân ông Hà Văn Thắm.
Cùng ngày, Cơ quan Cảnh sát điều tra Bộ Công an đã tống đạt quyết định khởi tố bị can Hà Văn Thắm, thực hiện lệnh bắt tạm giam 4 tháng với ông Thắm để điều tra về tội vi phạm quy định về cho vay trong hoạt động của các tổ chức tín dụng, theo Điều 179 Bộ luật hình sự.
Tại phiên họp báo Chính phủ thường kỳ tháng 10 diễn ra ngày 29 tháng 10, bộ trưởng Nguyễn Văn Nên cho biết, thanh tra NHNN đã phát hiện những bất ổn và thông báo cho ông Thắm để khắc phục, nhưng ông này không tự khắc phục được sai lầm nên dẫn đến kết cục bị khởi tố và bắt tạm giam. Phó Thống đốc NHNN Nguyễn Thị Hồng cho biết thêm, Trong quá trình thực hiện đề án tái cơ cấu các tổ chức tín dụng, NHNN thấy rằng tại Ocean Bank chưa khắc phục những sai phạm và lại phát sinh thêm những sai phạm mới.

### Đồng lõa
- Theo truyền thông trong nước ngày 22/12/2014, Viện KSND Tối cao đã khởi tố, bắt tạm giam ông Nguyễn Văn Hoàn, nguyên Phó Tổng Giám đốc ngân hàng TMCP Đại Dương (OceanBank) để điều tra về hành vi “Vi phạm quy định về cho vay trong hoạt động của các tổ chức tín dụng”, theo Điều 179 Bộ luật Hình sự. Theo đó, "Nguyễn Văn Hoàn đóng vai trò đồng phạm với ông Thắm để ra các quyết định cho Cty Trung Dung vay số tiền lớn mặc dù biết hồ sơ vay vốn không đủ điều kiện." Đây là "bước đầu xác định ông Hà Văn Thắm đã ký cho Cty TNHH TMDV Trung Dung vay khoảng 500 tỷ đồng không đúng quy định".[17]
- Ngày 28-1-2015, Cơ quan cảnh sát điều tra Bộ Công an đã khởi tố, bắt tạm giam 4 tháng bà Nguyễn Minh Thu - nguyên Chủ tịch HĐQT OceanBank, người vừa kế nhiệm ông Hà Văn Thắm hơn 3 tháng, để điều tra về hành vi “cố ý làm trái các quy định của nhà nước về quản lý kinh tế gây hậu quả nghiêm trọng” quy định tại Điều 165 Bộ luật Hình sự.[18]
- Ngày 12/3/2015, Cơ quan Cảnh sát điều tra - Bộ Công an (C46) đã thực hiện lệnh bắt tạm giam 4 tháng, khám xét đối với ông Nguyễn Xuân Thắng (SN 1979), Phó Giám đốc Khối khách hàng lớn và Đối tác chiến lược Ngân hàng TMCP Đại Dương (Oceanbank) cũng về tội "Cố ý làm trái quy định của Nhà nước về quản lý kinh tế gây hậu quả nghiêm trọng".[19]
- Ngày 19.7, Thủ tướng Nguyễn Tấn Dũng đã ký Quyết định cách chức Chủ tịch Hội đồng thành viên Tập đoàn Dầu khí Quốc gia Việt Nam (PVN) của ông Nguyễn Xuân Sơn.[20] Ngày 21/7, Cơ quan Cảnh sát điều tra (C46) - Bộ Công an đã tống đạt Quyết định khởi tố bị can và thi hành Lệnh bắt, khám xét đối với Nguyễn Xuân Sơn về tội “Lợi dụng chức vụ quyền hạn trong khi thi hành công vụ” và tội “Cố ý làm trái quy định của Nhà nước về quản lý kinh tế gây hậu quả nghiêm trọng”, cho là ông trong thời gian làm Tổng Giám đốc Oceanbank, đã đồng phạm với Hà Văn Thắm.[21] Ông Nguyễn Xuân Sơn từng giữ chức Tổng giám đốc Ngân hàng Ocean Bank từ cuối năm 2008 đến đầu năm 2011.[20]

## Nhận định về việc bắt ông Thắm
Ngày 30 tháng 10 năm 2014, trả lời BBC, tiến sĩ Lê Đăng Doanh cho rằng "Trong việc ông Hà Văn Thắm bị bắt, có thể coi đây là một trong các ví dụ nhà nước bắt đầu có thái độ nghiêm khắc hơn trong đối xử với các đại gia. Và ông Hà Văn Thắm bị bắt, trong giới chuyên môn đã có những phỏng đoán từ khá lâu rồi. Việc ông Thắm bị bắt, đối với giới chuyên môn, không có gì đột ngột, bởi vì ông Thắm đã tay không bắt giặc, đã giàu lên rất nhanh, từ một người không có tích lũy gì, không có vốn gì lớn mà đã phát triển lên rất nhanh, qua rất nhiều ngành và cũng có nhiều dự án tham vọng."
Ngày 30 tháng 10 năm 2014, trả lời BBC, luật sư Trần Đình Triển cho rằng: "Trong quá trình giải quyết các sai phạm, không chỉ riêng trong trường hợp ông Thắm, mà còn nhiều trường hợp khác, nhà nước Việt Nam dùng đòn bẩy kinh tế để giải quyết các sai phạm đó. Các doanh nghiệp và cá nhân được cho cơ hội khắc phục hậu quả và chấn chỉnh lại thì sẽ được miễn truy cứu trách nhiệm hình sự. Tuy nhiên đối với ông Hà Văn Thắm thì việc cho khắc phục và khả năng khắc phục được là không thể có."
Ngày 2 tháng 11 năm 2014, trả lời BBC, tiến sĩ Phạm Chí Dũng cho rằng: "Ở Việt Nam bây giờ có vấn đề là quan hệ giữa các nhóm lợi ích và kéo theo là quan hệ giữa các nhóm chính khách với nhau, tôi cho là đã đến điểm mà không chỉ dung hòa được mà chỉ có bên thắng, hoặc bên thua. Và nếu như một chính khách mất, đổ, thì khi đó sẽ kéo theo sự sụp đổ của một nhóm lợi ích bảo vệ cho chính khách đó. Và như vậy, đó là điều mà các nhóm lợi ích không bao giờ mong muốn và họ phải luôn luôn làm sao giữ cho sự tồn tại. Về phía quan chức lãnh đạo rất cao cấp ở Việt Nam, một nhóm nào đó đang tính toán tới việc cần phải loại trừ đi những tập đoàn mafia cũ. Vì những tập đoàn này đã bóc lột người dân nhiều quá rồi và làm cho uy tín cũng như chân gốc của Đảng rệu rã quá, và cần phải thanh loại nó đi. Và cách khác mạnh hơn nữa là cần phải thay máu nó giống như điều mà Tập Cận Bình đang làm ở Trung Quốc."

## Công ty trực thuộc

### Công ty Cổ phần Tập đoàn Đại Dương (HOSE-OGC)
Tập đoàn Đại Dương được ông Hà Văn Thắm cùng một số thành viên gia đình sáng lập vào năm 2007. Chỉ sau 6 năm thành lập công ty này đã tăng vốn từ 10 tỷ đồng lên 3.000 tỷ đồng. Theo báo cáo tài chính quý 3 năm 2013 Công ty Cổ phần Tập đoàn Đại Dương (HOSE-OGC) tuyển thêm 1.036 nhân sự trong 9 tháng đầu năm, nâng lượng nhân viên lên 2.563 người, gấp 6 lần cách đây 4 năm. Tập đoàn Đại Dương nắm giữ cổ phần chi phối tại các công ty con như:
- Trong lãnh vực tài chính Công ty cổ phần Chứng khoán Đại Dương (Ocean Securities) có vốn điều lệ 300 tỷ đồng và ngân hàng OceanBank.
- Ocean Hospitality (OCH) trong lĩnh vực kinh doanh khách sạn với hai thương hiệu khách sạn StarCity tiêu chuẩn 4 sao và Sunrise tiêu chuẩn 5 sao. Hiện Ocean Hospitality đang sở hữu 96,92% vốn tại Công ty cổ phần Sài Gòn Givral (Saigon Givral), 74% cổ phần của Công ty cổ phần Dịch vụ hỗ trợ và Phát triển đầu tư (IOC), 62% cổ phần Công ty cổ phần Tân Việt, 83% cổ phần của Công ty cổ phần du lịch Khách sạn Suối Mơ và sở hữu Kem Tràng Tiền.
- Công ty cổ phần bán lẻ và quản lý bất động sản Đại Dương (Ocean Retail) được thành lập tháng 9/2010 với vốn điều lệ 300 tỷ đồng, đến 2013 vốn điều lệ là 3.000 tỷ đồng. Như vậy, Ocean Retail đã tăng vốn lên 10 lần trong khoảng thời gian hơn 3 năm và trở thành công ty thành viên có vốn điều lệ lớn nhất trong Ocean Group. Ocean Retail phát triển cả trung tâm thương mại (Ocean Mall), siêu thị (Ocean Mart) và cửa hàng tiện lợi (Ocean Mart Express). Tuy nhiên vào đầu tháng 10, Ocean Group đã công bố chuyển nhượng toàn bộ cổ phần tại Ocean Retail cho Vingroup [23][24]

Dù ông Thắm chỉ trực tiếp đứng tên sở hữu 1,11% ở Tập đoàn Đại Dương nhưng tỷ lệ sở hữu gián tiếp qua các công ty con của ông lại khá lớn. Doanh nghiệp tư nhân Hà Bảo, mà ông Thắm là chủ sở hữu, đang nắm giữ 44,37% Ocean Group.
Ngày 7 tháng 1 năm 2015, Ocean Group công bố tài khoản của họ tại Ocean Bank bị phong tỏa từ ngày 6/1. Việc phong tỏa tài sản được thực hiện theo yêu cầu của Cơ quan cảnh sát điều tra - Bộ Công an. Truyền thông trong nước nói khoản đầu tư của Ocean Group tại Ocean Bank là 986,5 tỷ đồng.

### Ngân hàng Thương mại Cổ phần Đại Dương (OceanBank)
Năm 2007, Ngân hàng Nông thôn Hải Hưng đổi tên thành Ngân hàng Thương mại Cổ phần Đại Dương (OceanBank), chủ tịch HĐQT là ông Hà Văn Thắm, có các cổ đông lớn là Tập đoàn Dầu khí Quốc gia Việt Nam (nắm 20% cổ phần), Tập đoàn Đại Dương (20% cổ phần), Công ty TNHH VNT (20% cổ phần),… Tính tới tháng 12 năm 2013, OceanBank trở thành nhà băng có vốn tới 4.000 tỷ đồng, và mới được chấp thuận tăng vốn lên 5.350 tỷ đồng.
Ngân hàng Nhà nước tuyên bố ngày 25/4/2015 mua lại với giá 0 đồng, trở thành sở hữu 100% vốn điều lệ của OceanBank, chấm dứt toàn bộ quyền, lợi ích và tư cách cổ đông của các cổ đông hiện hữu.
Trong số các cổ đông mất tiền có Tập đoàn Dầu khí Quốc gia Việt Nam (PVN)(đã nắm 20% cổ phiếu). Ngày 19.7, Thủ tướng Nguyễn Tấn Dũng đã ký Quyết định cách chức Chủ tịch Hội đồng thành viên Tập đoàn Dầu khí Quốc gia Việt Nam của ông Nguyễn Xuân Sơn. Việc này có liên quan đến số vốn đầu tư 800 tỷ đồng của PVN tại Ngân hàng Ocean Bank. Ông Nguyễn Xuân Sơn từng giữ chức Tổng giám đốc Ngân hàng Ocean Bank từ cuối năm 2008 đến đầu năm 2011.

#### Giá trị Ocean Bank
Thống đốc Nguyễn Văn Bình cho biết, "Ngân hàng Nhà nước mua lại với giá 0 đồng, để nói với người dân rằng giá trị cổ phần của ngân hàng đó không còn nữa”. Giá trị thật của VNCB và Ocean Bank khi Ngân hàng Nhà nước mua lại đã là âm. Vốn điều lệ bị âm và tự thân họ không thể bù đắp nổi để có được một mức dương trên 0 đồng.

## Vụ án Ngân hàng Thương mại Cổ phần Đại Dương
Viện kiểm sát nhân dân Tối cao vào ngày 23/12/2016 đã tống đạt cáo trạng truy tố đối với bị can Hà Văn Thắm, nguyên Chủ tịch Hội đồng quản trị Ngân hàng Thương mại Cổ phần Đại Dương (OceanBank). Cáo trạng đưa ra ba tội: vi phạm quy định về cho vay trong hoạt động của các tổ chức tín dụng, lợi dụng chức vụ quyền hạn trong khi thi hành công vụ và cố ý làm trái quy định của nhà nước về quản lý kinh tế gây hậu quả nghiêm trọng. Ngoài ra 46 người khác cũng bị truy tố, trong đó có một số bị can là lãnh đạo cấp cao của OceanBank như Nguyễn Xuân Sơn, Nguyễn Minh Thu (đều nguyên tổng giám đốc); Nguyễn Văn Hoàn, Lê Thị Thu Thủy (nguyên phó tổng giám đốc).
Cáo trạng xác định trong quá trình hoạt động, OceanBank đã xảy ra nhiều vi phạm pháp luật đặc biệt nghiêm trọng trong việc cho vay, huy động tiền gửi, chi lãi suất vượt trần, chi lãi suất ngoài hợp đồng gây thiệt hại đặc biệt nghiêm trọng cho OceanBank và các cổ đông. Cáo trạng xác định đến ngày 31-3-2014, hành vi của ông Thắm và các đồng phạm dẫn đến nợ xấu của OceanBank hơn 14.000 tỉ đồng và mô tả việc làm của các bị cáo “không chỉ gây thiệt hại cho OceanBank” mà còn còn gây ảnh hưởng đến điều được gọi là “các chủ trương điều hành thị trường tiền tệ của Ngân hàng Nhà nước, ảnh hưởng đến việc thực hiện chính sách tiền tệ của Chính phủ.
Trong một cuộc phỏng vấn với BBC vào năm ngoái, Luật sư Trần Đình Triển, Phó Chủ nhiệm Đoàn Luật sư Hà Nội mô tả vụ OceanBank và những vụ vi phạm tại các ngân hàng trong những năm qua: "Thực sự ra đây không chỉ có một mình Hà Văn Thắm mà là cả hoạt động của hệ thống ngân hàng, từ việc đổi mới, sáp nhập, giải thể hay mua bán lại," ông Triển nói. "Đây là cả cơ chế cần xem xét lại." 

### Phiên tòa sơ thẩm
Ngày 27 tháng 2 năm 2017, TAND TP Hà Nội xét xử sơ thẩm vụ án với các tội danh: Vi phạm quy định về cho vay trong hoạt động của các tổ chức tín dụng; Lợi dụng chức vụ quyền hạn khi thi hành công vụ; Cố ý làm trái quy định của Nhà nước xảy ra tại Ngân hàng thương mại cổ phần Đại Dương (Oceanbank). Các bị cáo Hà Văn Thắm - cựu chủ tịch HĐQT; Nguyễn Minh Thu và Nguyễn Xuân Sơn - cùng là nguyên tổng giám đốc; các nguyên phó tổng giám đốc Nguyễn Văn Hoàn, Lê Thị Thu Thủy, Nguyễn Thị Minh Phương cùng 42 bị cáo nguyên là giám đốc chi nhánh, phòng giao dịch của Oceanbank bị đưa ra xét xử về 3 tội danh trên.
Ngày 19/5/2017, Cơ quan Cảnh sát điều tra Bộ Công an đã ra các quyết định, cụ thể:
- Quyết định bổ sung khởi tố vụ án tội “Tham ô tài sản” theo Điều 278 BLHS và các Quyết định bổ sung Quyết định khởi tố bị can đối với Nguyễn Xuân Sơn, Hà Văn Thắm về tội “Tham ô tài sản”, số tiền 49.320.796.000 đồng của Tập đoàn Dầu khí Việt Nam (PVN).
- Các Quyết định thay đổi Quyết định khởi tố bị can từ tội “Lợi dụng chức vụ, quyền hạn trong khi thi hành công vụ” theo Điều 281 BLHS sang tội “Lạm dụng chức vụ, quyền hạn chiếm đoạt tài sản” theo Điều 280 BLHS đối với Nguyễn Xuân Sơn, Hà Văn Thắm, Nguyễn Minh Thu và Phạm Hoàng Giang; Quyết định khởi tố bị can đối với Hoàng Thị Hồng Tứ về tội “Lạm dụng chức vụ, quyền hạn chiếm đoạt tài sản” theo Điều 280 BLHS.[30]

HĐXX đã yêu cầu trả hồ sơ để điều tra bổ sung một số vấn đề không thể làm rõ tại tòa.

### Phiên tòa sơ thẩm lần 2
Ngày 28 tháng 8 năm 2017, TAND TP Hà Nội đưa Hà Văn Thắm cùng các đồng phạm ra xét xử. Theo cáo trạng, trong quá trình làm Chủ tịch HĐQT Oceanbank, Hà Văn Thắm cùng các đồng phạm đã có nhiều vi phạm trong hoạt động tín dụng, gây thiệt hại cho ngân hàng gần 2.000 tỷ đồng.
Ngày 28 tháng 9 năm 2017, TAND TP Hà Nội đã tuyên án Hà Văn Thắm mức án tù chung thân về 4 tội: cố ý làm trái, vi phạm quy định về cho vay, lạm dụng chức vụ quyền hạn chiếm đoạt tài sản và tham ô tài sản.

### Giai đoạn II vụ án
Theo cơ quan điều tra, ngoài hành vi chỉ đạo chi lãi suất ngoài hợp đồng để thu hút khách hàng, gây thiệt hại cho nhà băng 1.500 tỷ đồng đã bị xét xử, ông Thắm còn liên quan đến các khoản vay có tổng dư nợ xấu tới 1.800 tỷ đồng của 8 khách hàng là doanh nghiệp...Nhà chức trách còn nghi ngờ ông Thắm có hành vi tạo dựng 45 hợp đồng khống với 20 đối tác để rút tiền sử dụng cá nhân gây thiệt hại cho OceanBank 118 tỷ đồng. Nội dung khác cũng được chuyển sang giai đoạn 2 điều tra là những cá nhân tại các tổ chức kinh tế lớn có nhận tiền lãi ngoài hợp đồng của OceanBank song để ngoài sổ sách nhằm hưởng lợi riêng bất chính.
Ngày 13/9, Cơ quan cảnh sát điều tra (Bộ Công an) ra quyết định khởi tố ba vụ án hình sự, lạm dụng chức vụ quyền hạn chiếm đoạt tài sản xảy ra tại Liên doanh Việt – Nga Vietsovpetro (VSP); Công ty TNHH MTV Lọc hóa dầu Bình Sơn (BSR); Tổng công ty thăm dò khai thác dầu khí (PVEP) theo Điều 280 - Bộ luật Hình sự; đồng thời khởi tố bổ sung vụ án hình sự và khởi tố bổ sung bị can đối với Ninh Văn Quỳnh, nguyên phó tổng giám đốc PVN, cũng với tội danh trên. Cơ quan chức năng cho rằng, việc nhận, sử dụng các khoản tiền ngoài lãi suất tại VSP, BSR, PVEP là vi phạm pháp luật, có dấu hiệu thỏa thuận, móc ngoặc giữa lãnh đạo các doanh nghiệp này với lãnh đạo OceanBank trong việc đưa, nhận tiền và để ngoài sổ sách kế toán nhằm chiếm đoạt...
Ngày 26/1/2018, Cơ quan Cảnh sát điều tra (CSĐT) Bộ Công an đã ra quyết định khởi tố Nguyễn Ngọc Sự - nguyên Chủ tịch HĐTV Tập đoàn Công nghiệp tàu thủy Việt Nam Vinashin, tội “Lợi dụng chức vụ quyền hạn trong khi thi hành công vụ”. Nguyễn Ngọc Sự được cho có hành vi lợi dụng chức vụ quyền hạn trong việc sử dụng nguồn tiền của Tập đoàn Vinashin gửi vào Ngân hàng TMCP Đại Dương (OceanBank) để một số cá nhân thuộc Vinashin nhận, chiếm đoạt hơn 105,5 tỷ đồng tiền ngoài lãi suất.
Ngày 14 tháng 1 năm 2020, Hà Văn Thắm bị Tòa án nhân dân thành phố Hà Nội tuyên thêm án 15 năm tù về tội Vi phạm quy định về hoạt động ngân hàng, hoạt động khác liên quan đến hoạt động ngân hàng. Lúc này Hà Văn Thắm đang thụ án tù chung thân.